# Bignonia longiflora
Bignonia longiflora là một loài thực vật có hoa trong họ Chùm ớt. Loài này được Cav. mô tả khoa học đầu tiên năm 1801.